# Quincy Antipas
Quincy Antipas (n. Harare, Zimbabue, 20 de abril de 1984) es un futbolista zimbabuense que se desempeña como delantero y actualmente milita en el Hobro IK de la Superliga de Dinamarca.

## Selección nacional
Quincy Antipas debutó el 11 de octubre de 2008 con la Selección de Zimbabue en un partido eliminatorio rumbo al Mundial de Sudáfrica 2010.
El partido fue ante Namibia en el estadio Sam Nujoma con resultado final de 4-2 a favor de los locales. En esa ocasión Antipas fue titular y abandonó de cambio al minuto 69 por Clemence Matawu.

### Partidos
Ha disputado un total de 4 partidos con la selección zimbabwense, de los cuales ha ganado dos y ha perdido dos. 
| Partidos | Partidos | Partidos  | Partidos                | Partidos         | Partidos     | Partidos | Partidos                | Partidos      | Partidos |
| N°       | Rival    | Resultado | Fecha                   | Lugar            | Competencia  | Goles    | Cambio                  | DT            |          |
| -------- | -------- | --------- | ----------------------- | ---------------- | ------------ | -------- | ----------------------- | ------------- | -------- |
| 1        | Namibia  | 4:2 (3:0) | 11 de octubre de 2008   | Windhoek Namibia | Eliminatoria | -        | 69' por Clemence Matawu | Valinhos      |          |
| 2        | Brasil   | 0:3 (1:1) | 2 de junio de 2010      | Harare Zimbabue  | Amistoso     | -        | 69' por Nyasha Mushekwi | Norman Mapeza |          |
| 3        | Zambia   | 2:0 (1:0) | 10 de agosto de 2011    | Harare Zimbabue  | Amistoso     | -        | 71' por Benjamin Marere | Norman Mapeza |          |
| 4        | Liberia  | 3:0 (2:0) | 4 de septiembre de 2011 | Harare Zimbabue  | Eliminatoria | -        | 35' por Tafadzwa Rusike | Norman Mapeza |          |